# Far From Any Road

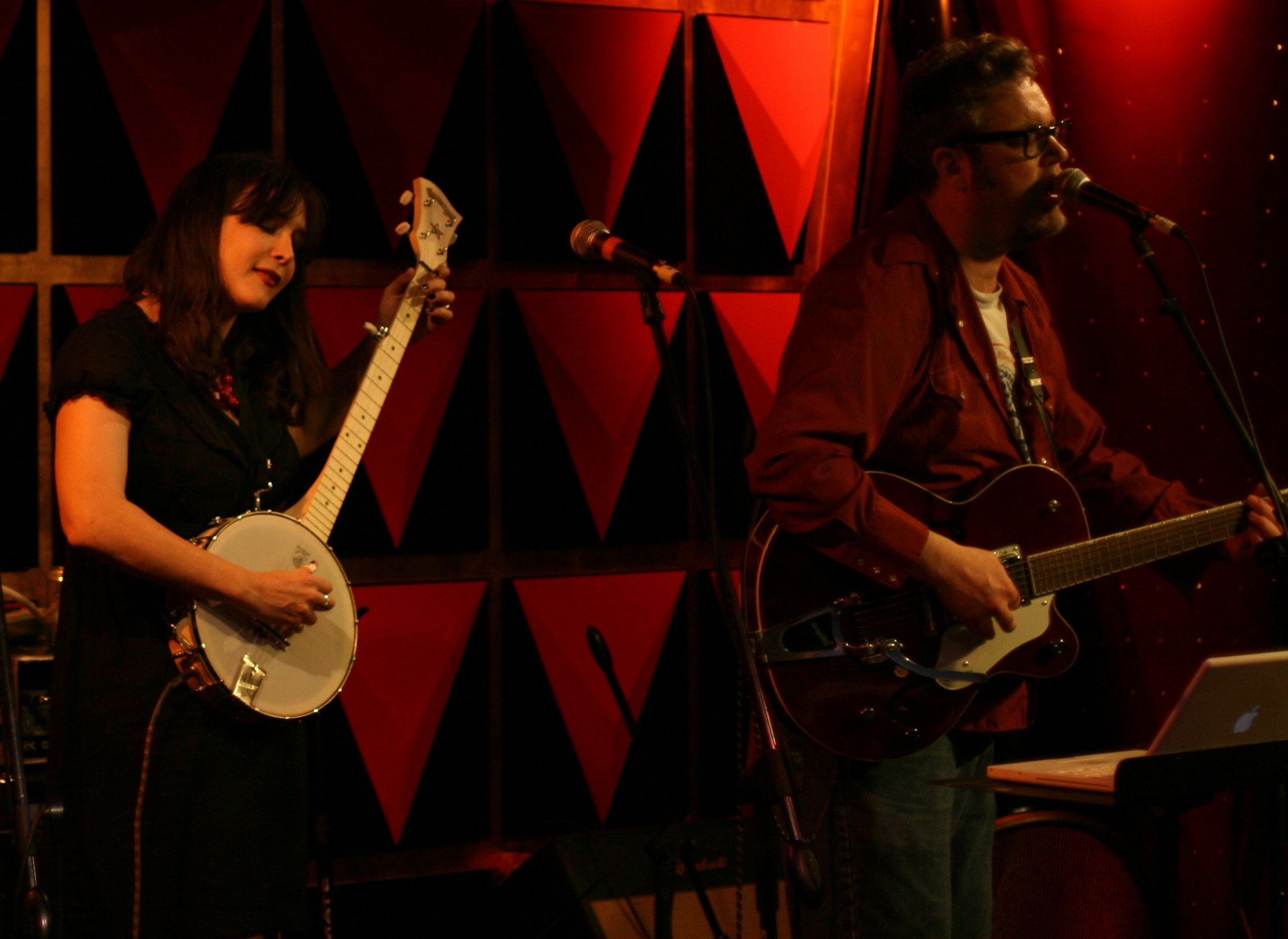
Handsome Family (2008)

Far From Any Road ist ein Folksong im Stil der sogenannten Mörderballade. Komponiert wurde er von dem Ehepaar Brett und Rennie Sparks, Mitglieder des Americana-Musikduos The Handsome Family. Das Stück war Bestandteil des 2003 erschienenen Studioalbums Singing Bones. Bekannt wurde es als Intro-Song der ersten Staffel der HBO-Fernsehserie True Detective – wobei es nach Ansicht vieler Kritiker einen nicht unwesentlichen Anteil am Erfolg der Staffel hatte.

## Geschichte
Far From Any Road erschien 2003 auf Singing Bones, dem sechsten Studioalbum von Handsome Family. Handsome Family – bestehend aus Brett Sparks und seiner Frau Rennie – ist ein in Albuquerque, New Mexico beheimatetes Musikduo, das seit den 1990er-Jahren aktiv und auf düster-lakonische Folksongs im Americana-Stil versiert ist. Wie bei den meisten Stücken ging das Duo auch hier arbeitsteilig vor: Brett Sparks komponierte die Musik, Rennie Sparks steuerte den Text dazu bei. Neben den beiden Sparks waren an der Aufnahme der Trompeter David McChesney sowie der Mandoline-Spieler David Guiterrez beteiligt. Hinzu kam Brett Sparks Bruder Darell am Schlagzeug.
Vom Charakter her ist Far From Any Road eine Folkballade. Stilistisch verglichen sie einige Kritiker mit den Songs von Nancy Sinatra und Lee Hazlewood, speziell auch deren Hit Summer Wine. Die drei Strophen des Stücks sind im Duett vorgetragen – wobei Brett Sparks die erste übernimmt, Rennie Sparks die zweite. Die erste Hälfte der dritten – vorgetragen abwechselnd von beiden Interpreten – steigert die Dramatik; die zweite, als Songfinale fungierende Hälfte singen beide im Chorus. Textlich ist Far From Any Road eine düstere Landschaftsbeschreibung. Szenario ist die wüstenartigen Mesa-Landschaft des amerikanischen Südwestens. Der nicht näher beschriebene Erzähler (bei dem es sich auch um ein Insekt handeln kann) beschreibt, wie er der Faszination einer giftigen, nur nachts zu voller Blüte gelangenden Wüstenpflanze erliegt. Die letzte Strophe des Stücks vertieft die Landschaftsbeschreibung mit Bildern von Klapperschlangen und Bergkatzen, die ihr nächtliches Treiben beginnen – während der Erzähler mit der Landschaft für immer eins wird. Besonderheit bei der musikalischen Umsetzung war die Verwendung Kastagnetten-artiger Instrumente im Hintergrund – ein Effekt, welcher Angaben von Brett Sparks zufolge die Atmosphäre spanischer Nächte betonen und das Zirpen von Grillen simulieren sollte.

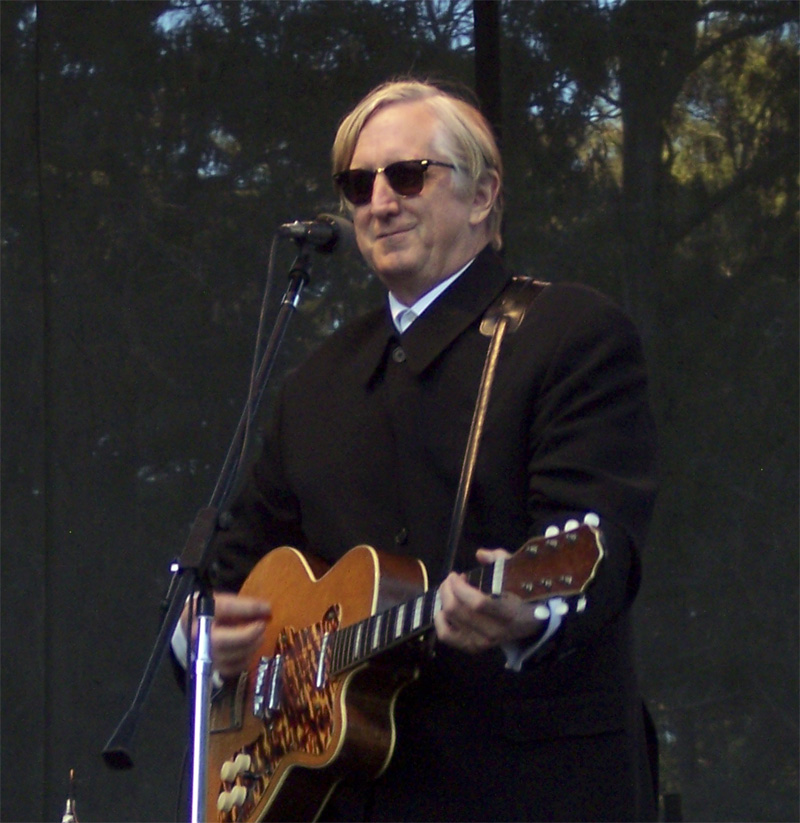
T-Bone Burnett (2007)

Einen aufgrund des zeitlichen Abstands unerwarteten Bekanntheitsgrad erlangte der Song aufgrund seiner Verwendung als Introstück der ersten Staffel von True Detective. Die Serienmacher kontaktierten das Duo etwa ein Jahr vor dem Erstausstrahlungstermin mit einer entsprechenden E-Mail-Anfrage. Die genaue Art der Songverwendung war dabei offen – die Rede war erst von circa 30 Sekunden im Rahmen einer Vernehmungsszene. Die Verhandlungen mit HBO verliefen nach Auskunft der beiden Musiker unkompliziert; auch die Vertragsbedingungen seien fair gewesen. Die Verwendung als Intro-Song der Staffel – konzipiert von dem musikalischen Betreuer der Serie, dem Rockmusiker T-Bone Burnett – war für Brett und Rennie Sparks eine Riesen-Überraschung. Eigenen Aussagen zufolge war das Sparks-Duo auch von der filmischen Umsetzung des Vorspanns hellauf begeistert.
Als prominent platziertes Titelstück einer erfolgreichen Fernsehserie avancierte Far From Any Road zu einem weit über das Americana-Spezialgenre hinaus bekannten Song. In den französischen Charts erreichte es im Mai 2015 die Top 100 mit der höchsten Platzierung auf Platz 61. Der Erfolg des Titels steigerte den Bekanntheitsgrad von Handsome Family deutlich – ein Fact, der sich laut Auskunft der Gruppe auch durch deutlich gestiegene Backlist-Verkäufe bemerkbar machte. Auf das gestiegene Interesse reagierte die Formation unter anderem durch Veröffentlichung eines neuen Musikclips, welcher Text und Atmosphäre von Far From Any Road stärker gerecht werden sollte. In einer Pressemitteilung charakterisierten sie die Bedeutung des Erfolgs des Songs wie folgt: „Wir haben 20 Jahre als Band von Außenseitern verbracht, die nach Ohren suchen, die uns hören konnten. Endlich glaube ich, dass wir unser Carcosa gefunden haben – jenes glorreiche Königreich, das mit den Ziegelsteinen unserer tiefsten Träume gebaut wurde.“

## Rezeption

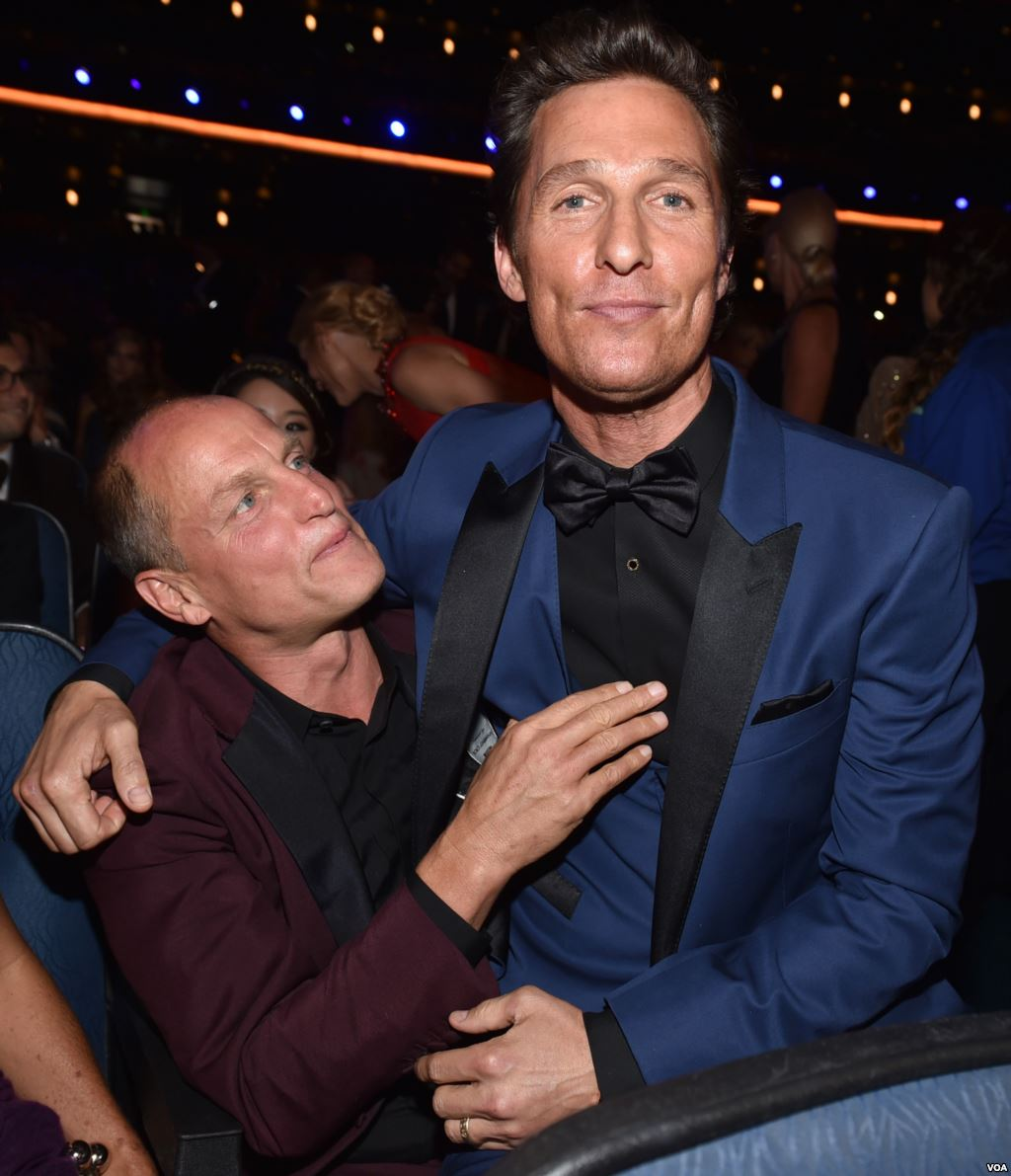
Woody Harrelson (links) und Matthew McConaughey (rechts); 2014.

Die Kombination aus musikalischem Erkennungsthema und Serie, wie sie bei Far From Any Road und True Detective stattfand, wurde von zahlreichen Medien als bemerkenswert, herausragend sowie überdurchschnittlich gelungen gewertet. Das Musik-Fachportal American Songwriter betonte in einem Beitrag die überdurchschnittliche Harmonie des Songs mit dem Inhalt der Serie sowie den düsteren Eskapaden der beiden Hauptdarsteller Matthew McConaughey und Woody Harrelson. Weil der Song nicht explizit für die Serie geschrieben worden sei, sei dies bemerkenswert. Als in sich stimmig wertete American Songwriter darüber hinaus das Stück selbst. Die boomende, unheilvolle Stimme von Brett Sparks sei die ideale Folie für die träumerischen, ätherischen Seufzer seiner Frau. Und Rennies Texte evozierten eine Wüstenwelt, welche in ihrer Schönheit tödlich sei für all jene, die ihr zu nahe kommen.
Das Magazin Forbes vertiefte in einem Gespräch mit Handsome Family sowie dem Ex-Smashing-Pumpkins-Gitarristen James Iha die These, dass die Introsongs erfolgreicher Serien nicht nur als reine Kulisse fungieren, sondern eine Art Vorspiel zur Geschichte liefern. Zusammen mit dem Vorspann fungiere der Intro-Song darüber hinaus als struktureller Puffer zu den Werbespot-Blöcken, welche Serienausstrahlungen oftmals einrahmen. Im idealen Fall bildeten Intro-Songs ein musikalisches Erkennungszeichen, welches bewirkt, dass Lied und Serie für die Zuschauer unmittelbar miteinander verbunden sind. Brett und Rennie Sparks konstatierten im Rahmen dieses Gesprächs, dass das medienübergreifende Verquicken von Inhalten für sie eine eher geringe Rolle spiele. Vielmehr bildeten Tourneen nach wie vor ihre Haupteinnahmequelle – wobei sie dem Erfolg des Songs dahingehend Rechnung trügen, dass sie sich selbst verpflichtet hätten, Far From Any Road möglichst oft zu spielen.

## Coverversionen

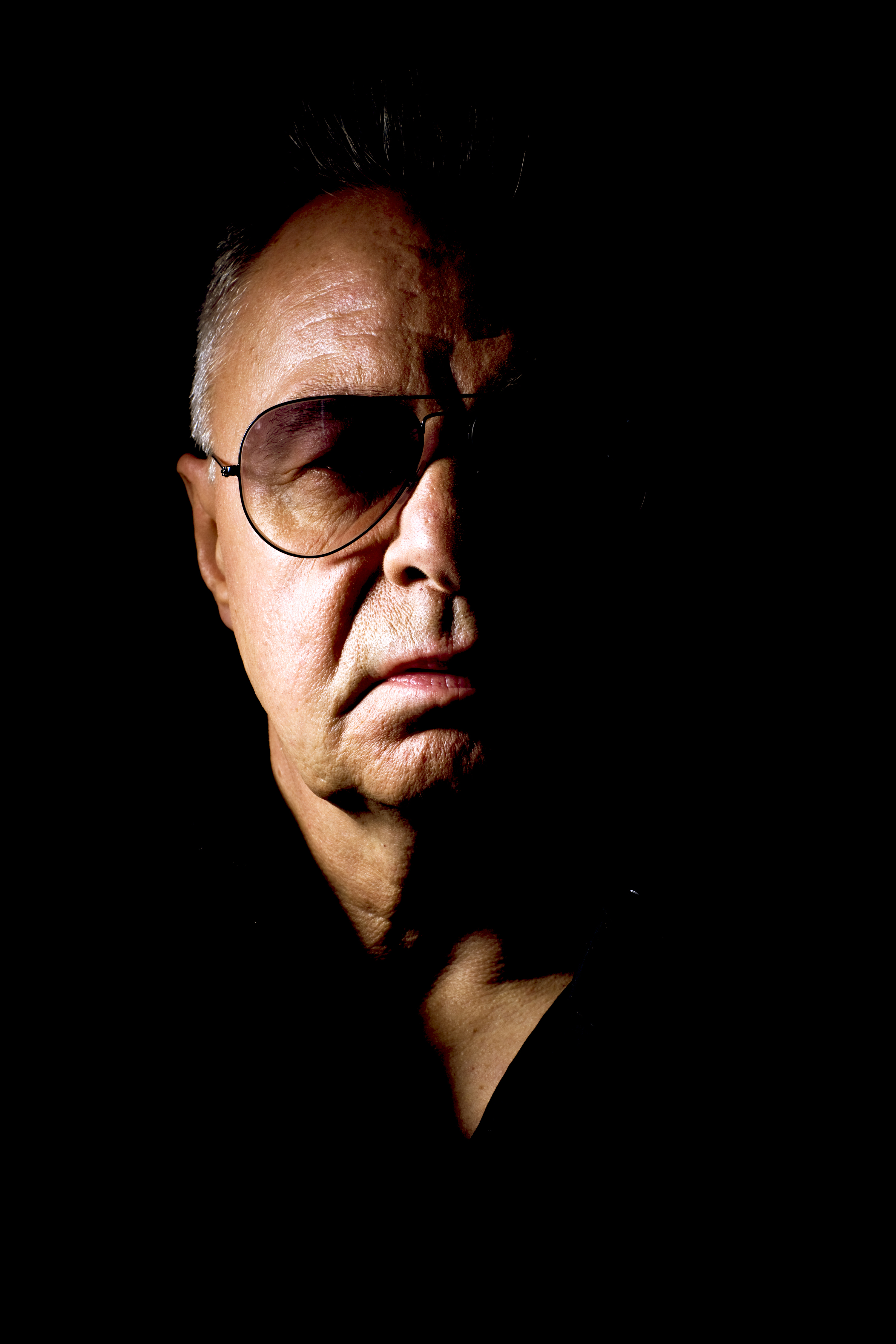
Jerry Williams (2008)

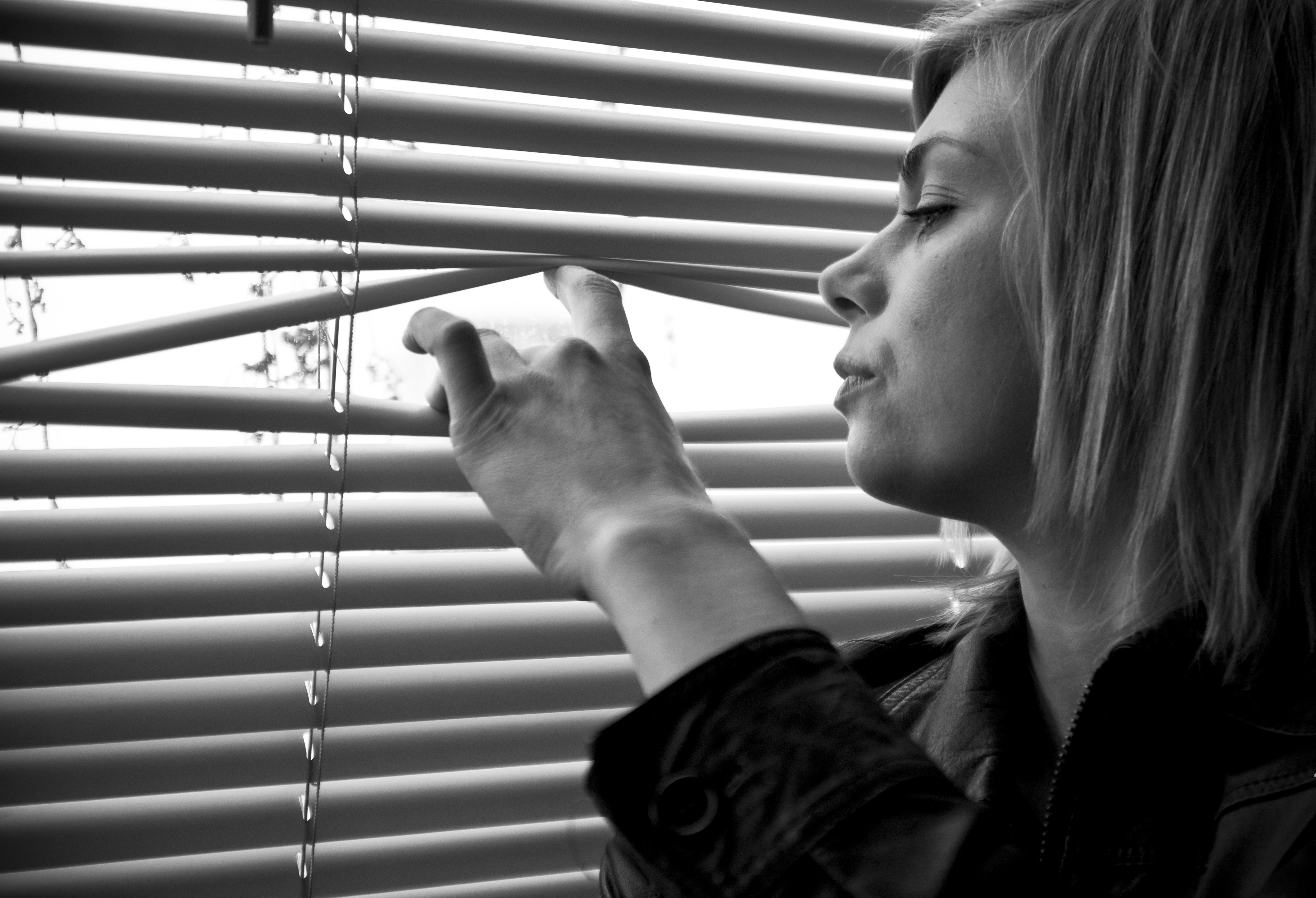
Anna Ternheim (2009)

Als musikalisches Gimmick wurde Far From Any Road bislang in zwei Kontexten verwendet: einmal als Erkennungsthema der Guns-n’-Roses-Welttournee 2014 und einmal in der Zeichentrickserie Die Simpsons (Folge: Cue Detective, 2015). Mit enthalten ist es in der offiziellen Soundtrack-Compilation zur Serie, die unter anderem auch den Intro-Song zu Staffel zwei sowie deren inoffizielles Leitthema mit enthält (Nevermind von Leonard Cohen) und The Only Thing Worth Fighting For von Lera Lynn). Als Fremdeinspielung mit enthalten ist es darüber hinaus auf einer Reihe Compilationen mit bekannten Film- und TV-Serien-Hits. Wie bei vielen anderen bekannten Popsongs gibt es darüber hinaus eine Reihe von Einspielungen unbekannter Musik-Amateure und Nachwuchskünstler, die auf Video-Plattformen wie YouTube online gestellt sind.
Die Anzahl auf regulären Alben veröffentlichter Coverversionen von namhaften Künstlern liegt bislang im einstelligen Bereich. Eine aus dem Jahr 2014 stammt von dem Jazz-orientierten Experimentalmusiker Andrew Bird. Eine weitere Version spielte der schwedische Rock- und Popsänger Jerry Williams 2015 zusammen mit der Sängerin Anna Ternheim ein. Eine dritte Version – von der schwedischen Gothic-Rock-Band Les Fleurs Du Mal – ist als MP3-Download erhältlich.